# 前田精
前田精（日语：／ Maeda Tadashi */?，1898年3月3日—1977年12月13日），大日本帝國海軍將領，最高軍階為海軍少將，曾於1945年8月向印度尼西亞獨立運動領袖蘇卡諾、穆罕默德·哈達等人借出自己在雅加達的寓所，協助他們草擬《印度尼西亞獨立宣言》，在印尼獨立的過程中起了重要的作用。他在退役後曾與印尼企業合作從事石油業，但是並不成功。

## 早年生平
前田於1898年3月3日出生在日本鹿兒島縣姶良郡加治木村（今屬姶良市），出身自前武士家庭，父親是一名校長。他在18歲時入讀海軍兵學校，至1918年11月21日畢業，成為舊日本海軍的少尉實習生。之後他成為航海員，並於1930年以大尉的身分在軍令部（海軍參謀部）三班五課任職，在這裏工作了兩年半。
1932年，前田轉到大凑要港部擔任副官參謀，至1934年為止，期間他的妻子逝世，此後他終身沒有再婚。他在1937年初成為第4戰隊司令官小林宗之助的副官，隨足柄號重巡洋艦代表日本前往英國斯彼德海德參與英皇喬治六世加冕典禮的閱艦儀式。之後他還擔任過聯合艦隊司令長官兼第1艦隊司令長官吉田善吾和橫須賀鎮守府司令長官長谷川清的副官。
他在1940年奉派到荷蘭擔任日本公使館武官，並於同年10月隨團前往荷屬東印度巴達維亞（今印度尼西亞雅加達）進行貿易談判，試圖迫使荷屬東印度政府向日本提供石油等戰略物資、並向日本開放口岸。此外，他也奉命收集荷方情報，並與西嶋重忠等日本平民合作，在土著社群建立第五縱隊。他在1941年中返回日本，就任軍令部三部七課長，成為其兄長前田稔的下屬。

## 駐紮東印度群島

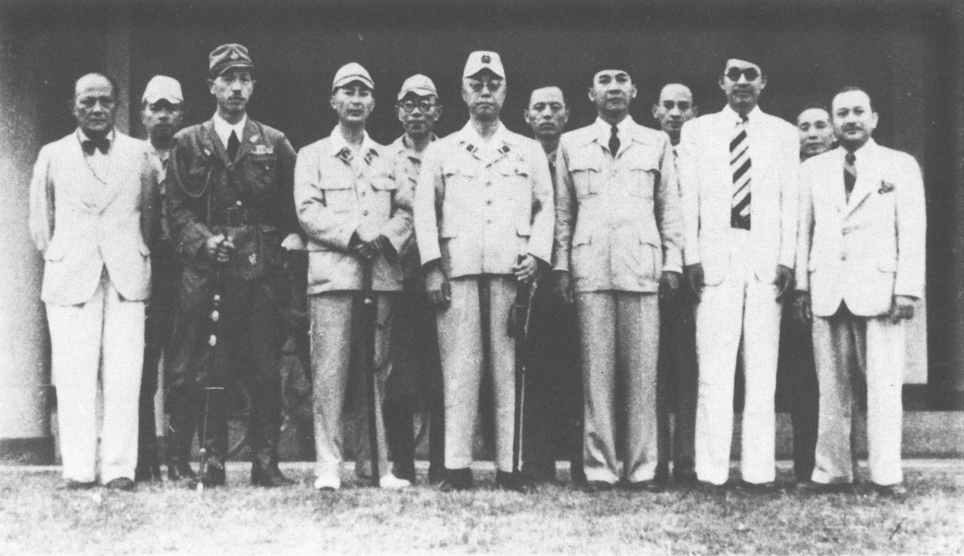
1945年蘇卡諾（前排右三）等人到訪望加錫期間，與前田精（前排左二）等日軍人員合照

前田曾在新幾內亞戰役期間派駐西巴布亚，負責當地事務，並於日軍佔領東印度群島之後，在1942年8月調任駐巴達維亞（雅加達）在勤武官，負責第16軍和位於望加錫的西里伯斯海軍民政部之間的聯絡工作。1944年10月日本首相小矶国昭發表小矶声明，宣布將容許東印度群島獨立後，前田設立了一家名為「印度尼西亞獨立養正塾」（Asrama Indonesia Merdeka）的學校，旨在為印尼培養新一代領袖。
1945年8月15日，前田向到訪其官邸的獨立運動領袖蘇卡諾、穆罕默德·哈达和阿赫馬德·蘇巴佐確認日本投降的消息，不過這不是正式宣布。第二天清晨，一群青年民族主義者（pemuda）擄走蘇卡諾和哈達，把他們挾持到位於雅加達東方的冷卡斯登歌羅（今屬西爪哇省加拉橫縣）。前田在幾個小時後得悉事態，並在保證青年民族主義者不會被日本憲兵逮捕之後，提出在自宅進行談判。前田既憂慮仍然駐守在東印度群島的日軍鎮壓民族主義者，同時希望進行有秩序的政權交接，因此他決定推動《印度尼西亞獨立宣言》的起草。經過蘇卡諾、哈達、前田，以及奉命在投降前維持佔領地現狀的軍政監部（軍政府）之間的談判，軍政監部同意在秩序得到維持，以及日本人置身事外的前提下，容許蘇卡諾、哈達等人起草《獨立宣言》。
8月17日凌晨，蘇卡諾、哈達、蘇巴佐、前田、西嶋、吉住留五郎和三好俊吉郎（軍政監部代表）都來到前田的官邸，草擬《獨立宣言》的內容。各方議定宣言內容後，蘇卡諾等人便在當天早上向公眾宣布印尼獨立。前田（和西嶋）還准許民族主義者使用海軍武官府的印刷所、電報系統和電台廣播把獨立宣言的文本傳播到印尼各地。後來盟軍當局以未能維持現狀為由，把前田和屬下的參謀人員逮捕，並移送到日本的軍事法庭審判，結果軍事法庭在1947年裁定他無罪釋放，他的軍事生涯亦告一段落。

## 晚年生涯
前田、西嶋和三好先後在1950年代出版回憶錄，講述自己如何參與印尼獨立的過程。雖然蘇卡諾曾經在1958年訪問日本期間再次與前田會面，不過他不滿上述三人撰寫的回憶錄內容，於是在1959年8月17日發表的一次演說中否定了他們對印尼獨立的貢獻，同時反駁1945年以來的獨立戰爭由日本人製造的觀點，並表示自己希望淡忘當年與日本人合作達成獨立的事蹟。
戰爭結束後，前田曾經在日本開設多家企業，但是由於經營不善，因此都不成功。1962年西新幾內亞爭議平息後，蘇卡諾接受了前田的提議，准許日資企業恢復在多貝拉伊半島的石油開採活動。前田在派駐當地期間就已經發現到在這個地區開採石油的潛力，此前還曾經和印尼國家石油公司（Perusahaan Minyak Nasional, Permina；印尼國家石油天然氣公司的前身之一）合作輸出印尼的原油，並與一家由印度尼西亞共產黨（印尼共）控制的公司展開有關方面的合資項目，不過他參與的很多合資項目仍然破產收場。晚年的他過着窮困而隱蔽的生活。
1973年，前田獲邀前往印尼接受三級功績勳章。他在1977年12月13日逝世後，印尼外交部長亚当·马利克向日本致唁電，感謝他協助草擬《獨立宣言》的功勞，並肯定他在印尼歷史上具有重要的地位，必將永載史冊。

## 評價及後續
印尼獨立後，當地某些政治團體（特別是跟苏丹·夏赫里尔有關係的團體）批評「印度尼西亞獨立養正塾」是反共滲透份子的訓練營，試圖藉此質疑前田對印尼獨立的貢獻。他的舊部下西嶋則認為前田公然和印尼共產黨的關係企業進行合資項目的行為顯示出他在政治上是一個幼稚的人。另一方面，印尼共領袖維卡納的著作直接指出前田對印尼獨立的支持是真誠的，其他人也指出前田經常出面拯救被日本憲兵懷疑的印尼人。英國歷史學家本尼迪克特·安德森認為前田跟其他倒戈支持印尼獨立的日軍軍人都認為，長遠而言，日本人協助印尼獨立的行為對未來兩國的關係是有利的。
前田在雅加達的官邸已由印尼政府闢為獨立宣言起草博物館的館址，並於1993年列為文化資產。

## 腳註
1. 1 2  海軍省（1937），第80頁.
2. 1 2 3 4 5  Anderson 2006，第427頁.
3. ↑  Post et al. 2009，第544頁.
4. ↑  川井（2009），第47頁.
5. 1 2  Poulgrain 1999，第210頁.
6. ↑  Anderson 2006，第44頁.
7. ↑  Anderson 2006，第68頁.
8. ↑  Anderson 2006，第74–76頁.
9. ↑  Anderson 2006，第78頁.
10. ↑  Anderson 2006，第79–80頁.
11. ↑  Anderson 2006，第82–84頁.
12. 1 2 3 4  Dieqy 2016.
13. ↑  Nishihara 1976，第218頁.
14. ↑  Blackburn 2010，第24頁.
15. 1 2 3  Poulgrain 1999，第212–213頁.
16. ↑  Post et al. 2009，第545頁.
17. ↑  Tempo 1978.
18. ↑  Reid 1985，第16頁.
19. ↑  Anderson 2006，第45頁.
20. ↑  Anderson 2006，第46頁.
21. ↑  Kemdikbud 2016.